# Joaquín de las Heras
Joaquín de las Heras (Mar del Plata, 10 de junio de 1926), es militar argentino que intervino el Ministerio de Economía tras el golpe de Estado del 24 de marzo de 1976 que dio inicio al autoproclamado Proceso de Reorganización Nacional; fue reemplazado por José Alfredo Martínez de Hoz el 29 de marzo de ese año. Se mantuvo posteriormente luego como delegado militar en aquel ministerio.
Posteriormente, fue subdirector de Fabricaciones Militares, donde había sido director de Producción desde 1973. También, fue director de Desarrollo Militar del Ejército.